# For all tid
For all tid är det norska black metal-bandet Dimmu Borgirs debutalbum som släpptes 1994. Alla låtar är skrivna av Shagrath, Silenoz och Vicotnik. Albumet återutgavs 1997 av Nuclear Blast Records, då med bonusspåren "Inn i evighetens mørke (Part 1)" och "Inn i evighetens mørke (Part 2)". Det är det enda albumet med Dimmu Borgir på vilket Shagrath inte är bandets huvudsakliga sångare - han var bandets trummis, men lade även bakgrundssång.

## Låtlista
1. "Det nye riket" – 5:04
2. "Under korpens vinger" – 5:59
3. "Over bleknede blåner til dommedag" – 4:05
4. "Stien" – 2:00
5. "Glittertind" – 5:15
6. "For all tid" – 5:51
7. "Hunnerkongens sorgsvarte ferd over steppene" – 3:04
8. "Raabjørn speiler Draugheimens skodde" – 5:01
9. "Den gjemte sannhets hersker" – 6:19

Bonusspår på återutgivningen 1997
1. "Inn i evighetens mørke (Part 1)" – 5:25
2. "Inn i evighetens mørke (Part 2)" – 2:09

Bonusspår på japanska utgåvan
1. "Spellbound" – 4:08
2. "Tormentor of Christian Souls" – 5:39
3. "Master of Disharmony" – 6:05
4. "Metal Heart" – 4:27

## Medverkande
Musiker (Dimmu Borgir-medlemmar)
- Erkekjetter Silenoz (Sven Atle Kopperud) – sång, rytmgitarr
- Tjodalv (Ian Kenneth Åkesson) – sologitarr
- Brynjard Tristan (Ivar Tristan Lundsten) – basgitarr
- Stian Aarstad – synthesizer, piano, sampling
- Shagrath (Stian Tomt Thoresen) – trummor, bakgrundssång, gitarr

Bidragande musiker
- Vicotnik (Yusaf Parvez) – bakgrundssång (från Dødheimsgard och Ved Buens Ende)
- Aldrahn (Bjørn Dencker Gjerde) – sång (från Dødheimsgard)

Produktion
- Dimmu Borgir – producent
- Bård Norheim – ljudtekniker, ljudmix
- Thomas Ewerhard – omslagsdesign
- Christophe Szpajdel – logo